# Kelly Catlin
Kelly Catlin (Saint Paul, 3 de novembro de 1995 - Califórnia, 7 de março de 2019) foi uma ciclista estadunidense. Especializada em ciclismo de pista, Catlin competiu nos Jogos Pan-Americanos de 2015. Foi tricampeã mundial, e medalhista de prata olímpica.
No dia 8 de março de 2019, ela foi encontrada morta em sua casa, em Stanford, na Califórnia. Tal aconteceu na sequência de uma depressão, tendo a atleta cometido suicídio após sofrer uma concussão num acidente de treino.